# Gallotia simonyi
Gallotia simonyi је гмизавац из реда Squamata.

## Угроженост
Ова врста је крајње угрожена и у великој опасности од изумирања.

## Распрострањење
Врста је присутна у Шпанији (Канарска острва).

## Станиште
Станиште врсте су шуме од 350 до 500 метара надморске висине.